# Guelatao
Guelatao är en ort i Mexiko.   Den ligger i kommunen General Cepeda och delstaten Coahuila, i den centrala delen av landet, 700 km norr om huvudstaden Mexico City. Guelatao ligger 1 481 meter över havet och antalet invånare är 391.
Terrängen runt Guelatao är kuperad österut, men västerut är den platt. Runt Guelatao är det ganska glesbefolkat, med 42 invånare per kvadratkilometer. Närmaste större samhälle är General Cepeda, 6,6 km väster om Guelatao. Omgivningarna runt Guelatao är i huvudsak ett öppet busklandskap.